# سمان الغابة مرقط الأجنحة
سمان الغابة مرقط الأجنحة (الاسم العلمي: Odontophorus capueira) (بالإنجليزية: Spot-winged Wood-quail)‏ هو نوع من الطيور يتبع جنس سمان الغابة من فصيلة سمان العالم الجديد.